# Master (banda)
Master es una banda estadounidense de death/thrash metal formada en 1983 en la ciudad de Chicago. Inicialmente llamados Death Strike, en 1985 el vocalista, bajista y líder de la banda, Paul Speckmann, cambió el nombre a Master. A partir de entonces la banda supuso una influencia enorme en posteriores agrupaciones del género. Aunque su primer LP oficial data de 1990, en 1985 consiguieron un contrato con Combat Records y grabaron un álbum que no sería publicado sino hasta 2003, intitulado Unreleased 1985 Album.

## Discografía

### Álbumes de estudio
- Master (1990)
- On the Seventh Day God Created ... Master (1991)
- Collection of Souls (1993)
- Faith is in Season (1998)
- Let's Start a War (2002)
- Unreleased 1985 album (2003) (grabado en 1985)
- Spirit of the West (2004)
- Four More Years of Terror (2005)
- Slaves to Society (2007)
- The Human Machine (2010)
- The New Elite (2012)
- The Witchhunt (2013)
- An Epiphany of Hate (2016)
- Vindictive Miscreant (2018)
- Saints Dispelled (2024)

### Álbumes en vivo
- Live In Mexico City (2000)

### Demos, splits y EP
- Fuckin' Death (1985) "Death Strike" (Demo)
- Master / Abomination (1990) (Split)
- Demo 1991 (1991) (Demo)
- Final Word (1995) (Demo)
- Master / Excision (1996) (Split)
- Follow Your Savior (2001) (EP)

- Datos: Q526477